# Anonthobium tibiale
Anonthobium tibiale là một loài bọ cánh cứng trong họ Bọ hung (Scarabaeidae).